# Björneröd
Björneröd är en ort i Skee socken, Strömstads kommun.
Ortnamnet förekommer första gången 1544 och skrevs då "Biörneröd" och kommer av namnsnamnet Björn och ryd/rud = röjning. I slutet av 1800-talet blev Björneröd centrum för den blomstrande stenhuggeriverksamheten på västkusten och 1902 blev Björneröd del i municipalsamhället Björneröd och Kroken.

## Tätorten
1960 avgränsade SCB en tätort med 217 invånare inom Vette landskommun. 1965 hade tätorten upplösts. Den södra delen av bebyggelsen i tätorten ingår sedan 1990 i småorten Krokstrand och Kroken.